# 库尔特方丹 (汝拉省)
库尔特方丹（法語：Courtefontaine，法語發音：[kuʁtəfɔ̃tɛn]）是法国汝拉省的一个市镇，属于多勒区。

## 地理
库尔特方丹（47°7'45"N, 5°48'15"E）面积13.64 平方千米，位于法国勃艮第-弗朗什-孔泰大區汝拉省，该省份为法国东部内陆省份，北起上索恩省，西北接科多尔省，西临索恩-卢瓦尔省，南至安省，东与杜省和瑞士接壤。
与库尔特方丹接壤的市镇（或旧市镇、城区）包括：维拉尔圣乔治、富尔、罗塞-弗吕昂、卢河畔希塞、弗赖桑、萨朗。

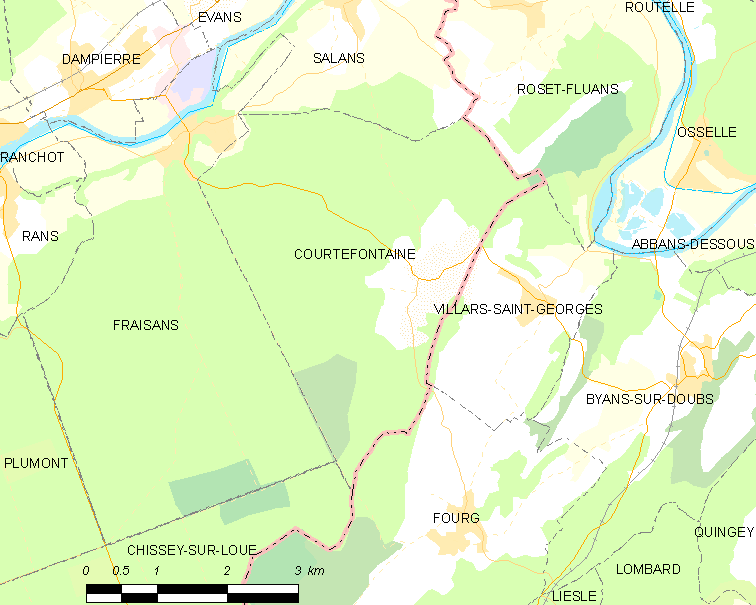
的OSM定位图

库尔特方丹的时区为UTC+01:00、UTC+02:00（夏令时）。

## 行政
库尔特方丹的邮政编码为39700，INSEE市镇编码为39172。

## 政治
库尔特方丹所属的省级选区为蒙苏沃德雷县。

## 人口

1962-2008年间人口变化图示

库尔特方丹于2022年1月1日时的人口数量为260人。